# Józef Agaton Morawski
Józef Agaton Morawski herbu Dąbrowa (ur. 5 albo 6 lutego 1893 w Odrzechowej, zm. 13 grudnia 1969 w Krakowie) – polski ziemianin, rolnik, działacz społeczny, poseł na Sejm IV kadencji (1935–1938) w II Rzeczypospolitej.

## Życiorys
Urodził się 5 lub 6 lutego 1893 w Odrzechowej. W 1912 zdał z odznaczeniem egzamin dojrzałości w C. K. Gimnazjum Męskim w Sanoku (w jego klasie byli m.in. Ludwik Hellebrand, Jan Kosina, Mieczysław Krygowski, Jerzy Pajączkowski, Tadeusz Remer, Zygmunt Vetulani). Następnie podjął studia prawnicze na Uniwersytecie Lwowskim. Ukończył tam III rok w 1914. Ponadto ukończył szkołę oficerską w Rembertowie (grudzień 1916 – lipiec 1917) i francuski kurs wyszkolenia w Krakowie.
W początkowej fazie I wojny światowej był członkiem Drużyn Bartoszowych. 30 września 1914 wstąpił do Legionu Wschodniego. 1 października 1914, po rozwiązaniu Legionu Wschodniego, został przydzielony do 4 baterii 1 Pułku Artylerii Legionów Polskich jako podoficer. 15 grudnia 1915 został mianowany chorążym. 1 marca 1916 został przeniesiony do 5 baterii, a 1 maja tego roku mianowany podporucznikiem. Od 30 czerwca do 30 listopada 1916 służył w 2 baterii haubic. W lipcu 1917, po kryzysie przysięgowym, wstąpił do Polskiego Korpusu Posiłkowego. W 1918 został przyjęty do Wojska Polskiego. Został zwolniony z powodu choroby.
1 czerwca 1920 zgłosił się ochotniczo do 6 Pułku Artylerii Polowej, zweryfikowany jako kapitan. Od 1 października do 1 grudnia 1920 walczył w 21 Pułku Artylerii Polowej w stopniu kapitana ze starszeństwem od 1 czerwca 1919.
Po zwolnieniu do rezerwy w 1927 prowadził własne majątki Odrzechowa, Markowce i Niebieszczany (wszystkie w powiecie sanockim).
Pełnił szereg funkcji społecznych, był m.in.: członkiem Rady Powiatowej w Sanoku, wójtem gminy zbiorowej Bukowsko w tym powiecie, radcą Izby Rolniczej we Lwowie. Od 1933 do 1937 był prezesem oddziału Związku Legionistów Polskich w Sanoku (jego następcą został płk Zygmunt Cšadek). 2 marca 1934 został mianowany radcą Lwowskiej Izby Rolniczej na okres trzech lat. Był członkiem sanockiego gniazda Polskiego Towarzystwa Gimnastycznego „Sokół”.
Politycznie był związany z BBWR i OZN. W wyborach parlamentarnych w 1935 został wybrany posłem na Sejm IV kadencji (1935-1938) 40 981 głosami z listy BBWR z okręgu nr 77, Sanok, obejmującego powiaty: sanocki, leski i krośnieński. W kadencji tej pracował w komisjach: prawniczej i wojskowej (1937–1938).
17 września 1939 Rada Miasta Sanoka przyznała mu tytuł Honorowego Obywatela Królewskiego Wolnego Miasta Sanoka zasługi dla miasta na stanowisku posła do Sejmu RP, w tym skuteczne interwencje w sprawie utworzenia w Sanoku oddziałów sądów i innych. Dzięki niemu Sanok włączono do COP, a w mieście powstały Fabryka Gumy, Fabryka Akumulatorów i Fabryka Obrabiarek (broni).
Po wybuchu II wojny światowej, we wrześniu 1939 był zastępcą komendanta garnizonu w Sanoku. Po załamaniu się obrony dotarł przez Węgry i Francję do Wielkiej Brytanii. Jako oficer łącznikowy Polskich Sił Zbrojnych przy sztabie armii francuskiej uczestniczył w kampanii w 1944 we Francji. Po wojnie początkowo przebywał na emigracji w Wielkiej Brytanii i pracował jako nauczyciel w szkole rolniczej dla Polaków w Glasgow.
W 1959 wrócił do kraju. Pracował jako inspektor Dyrekcji Lasów Państwowych w Zielonej Górze i Szczecinku.
Został pochowany na cmentarzu Rakowickim w Krakowie (kwatera M, rząd płn.).

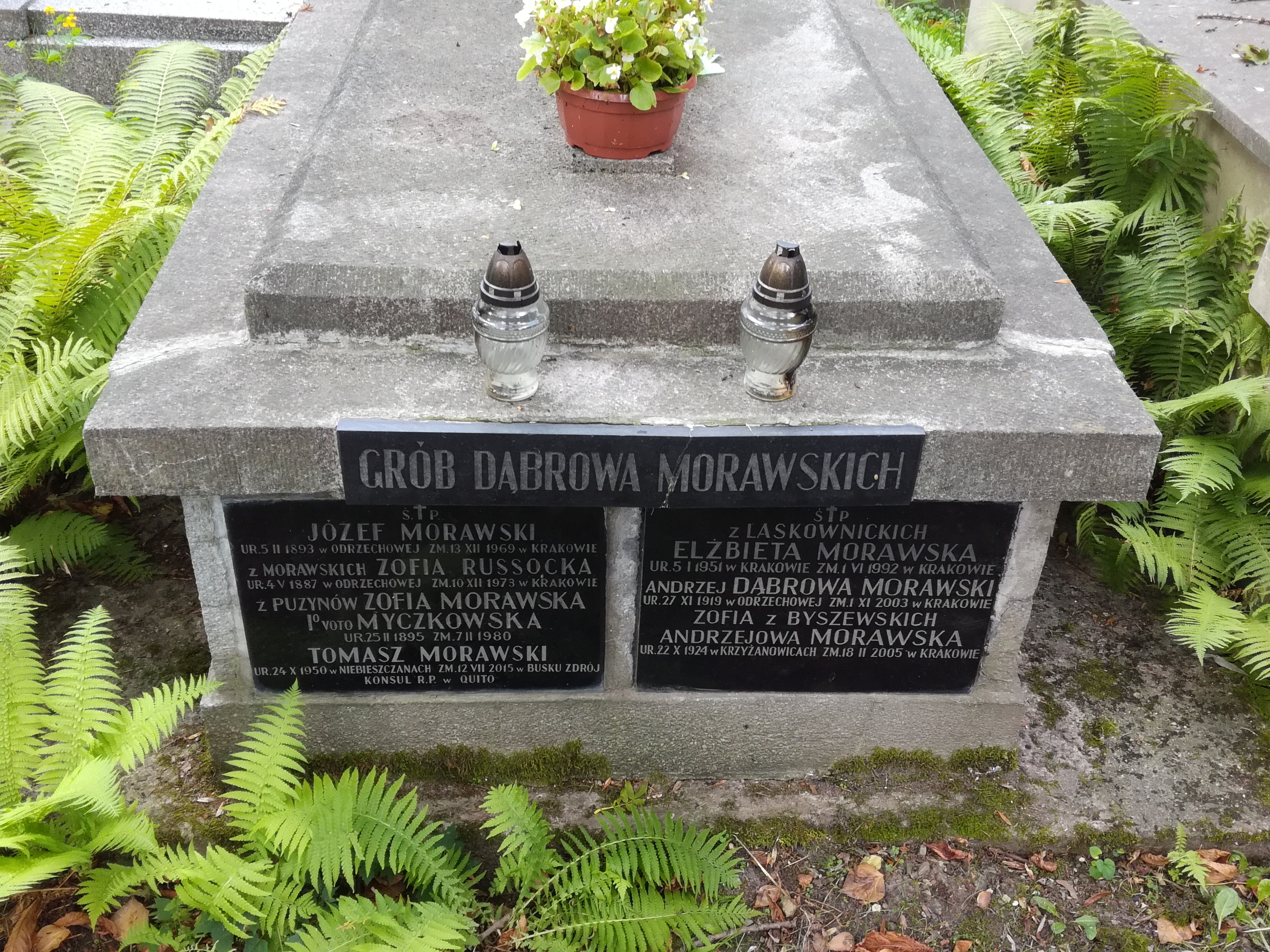
Grobowiec Józefa Morawskiego na cmentarzu Rakowickim

## Życie rodzinne
Jego pradziadkiem był Wiktor Gniewosz. Był synem Władysława (właściciela dóbr Odrzechowa i Pobiedno) i Kazimiery z domu Leszczyńskiej.
Jego braćmi byli: Jan (1878–1940, prawnik), Stanisław (ur. 1882), Kazimierz (ur. 1889), Jerzy (ur. 1894 lub 1896).
Józef Morawski ożenił się 22 sierpnia 1917 z Felicją Jachimowską (majątek Markowce), z którą miał dwóch synów: Wacława Kazimierza (1918–1944, porucznik w 1 Dywizji Pancernej gen. Stanisława Maczka, zginął w Langannerie podczas walk w Normandii 11 sierpnia 1944, Francja) i Andrzeja (1919–2003).
Józef Morawski ożenił się powtórnie 11 sierpnia 1967 z Zofią Puzyną (1895–1980), córką Józefa Puzyny, rektora Uniwersytetu Lwowskiego.

## Ordery i odznaczenia
- Krzyż Niepodległości (1931)[2].
- Krzyż Walecznych – czterokrotnie[13][2].